# Villy-le-Pelloux
Pour les articles homonymes, voir Villy et Pelloux.
Villy-le-Pelloux est une commune française située dans le département de la Haute-Savoie, en région Auvergne-Rhône-Alpes.

## Géographie

### Localisation
Villy-le-Pelloux est une commune située à environ 10 km au nord d'Annecy et 25 km au sud de la Suisse.

## Urbanisme

### Typologie
Au 1er janvier 2024, Villy-le-Pelloux est catégorisée bourg rural, selon la nouvelle grille communale de densité à sept niveaux définie par l'Insee en 2022.
Elle appartient à l'unité urbaine de Fillière, une agglomération intra-départementale regroupant sept  communes, dont elle est une commune de la banlieue,,. Par ailleurs la commune fait partie de l'aire d'attraction de Genève - Annemasse (partie française), dont elle est une commune de la couronne,. Cette aire, qui regroupe 158 communes, est catégorisée dans les aires de 700 000 habitants ou plus (hors Paris),.

### Occupation des sols
L'occupation des sols de la commune, telle qu'elle ressort de la base de données européenne d’occupation biophysique des sols Corine Land Cover (CLC), est marquée par l'importance des territoires agricoles (48,2 % en 2018), en diminution par rapport à 1990 (63,6 %). La répartition détaillée en 2018 est la suivante :
terres arables (25,5 %), forêts (23,9 %), prairies (17,5 %), zones urbanisées (14,9 %), zones industrielles ou commerciales et réseaux de communication (13 %), zones agricoles hétérogènes (5,2 %).
L'IGN met par ailleurs à disposition un outil en ligne permettant de comparer l’évolution dans le temps de l’occupation des sols de la commune (ou de territoires à des échelles différentes). Plusieurs époques sont accessibles sous forme de cartes ou photos aériennes : la carte de Cassini (XVIIIe siècle), la carte d'état-major (1820-1866) et la période actuelle (1950 à aujourd'hui).

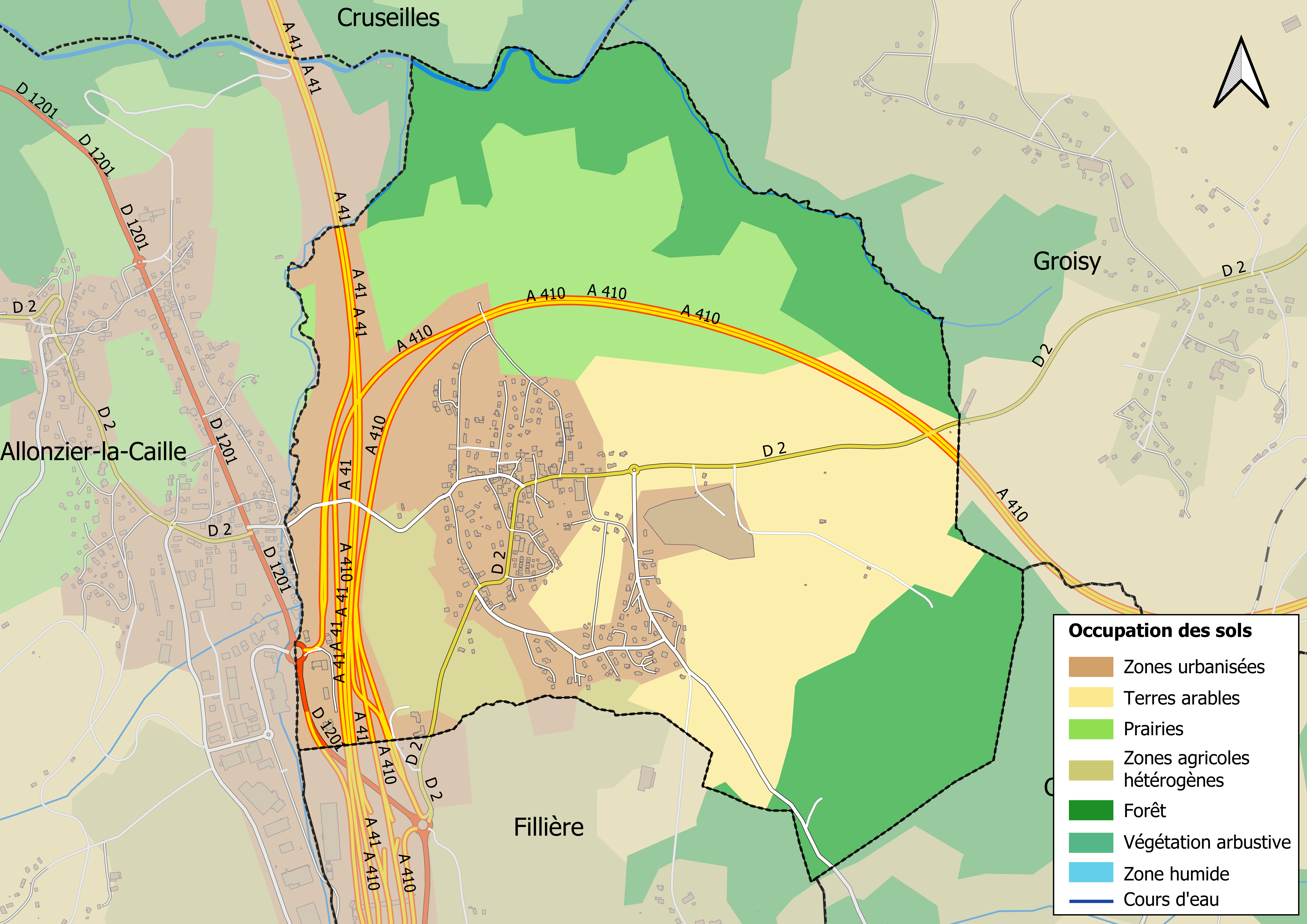
Carte des infrastructures et de l'occupation des sols en 2018 (CLC) de la commune.
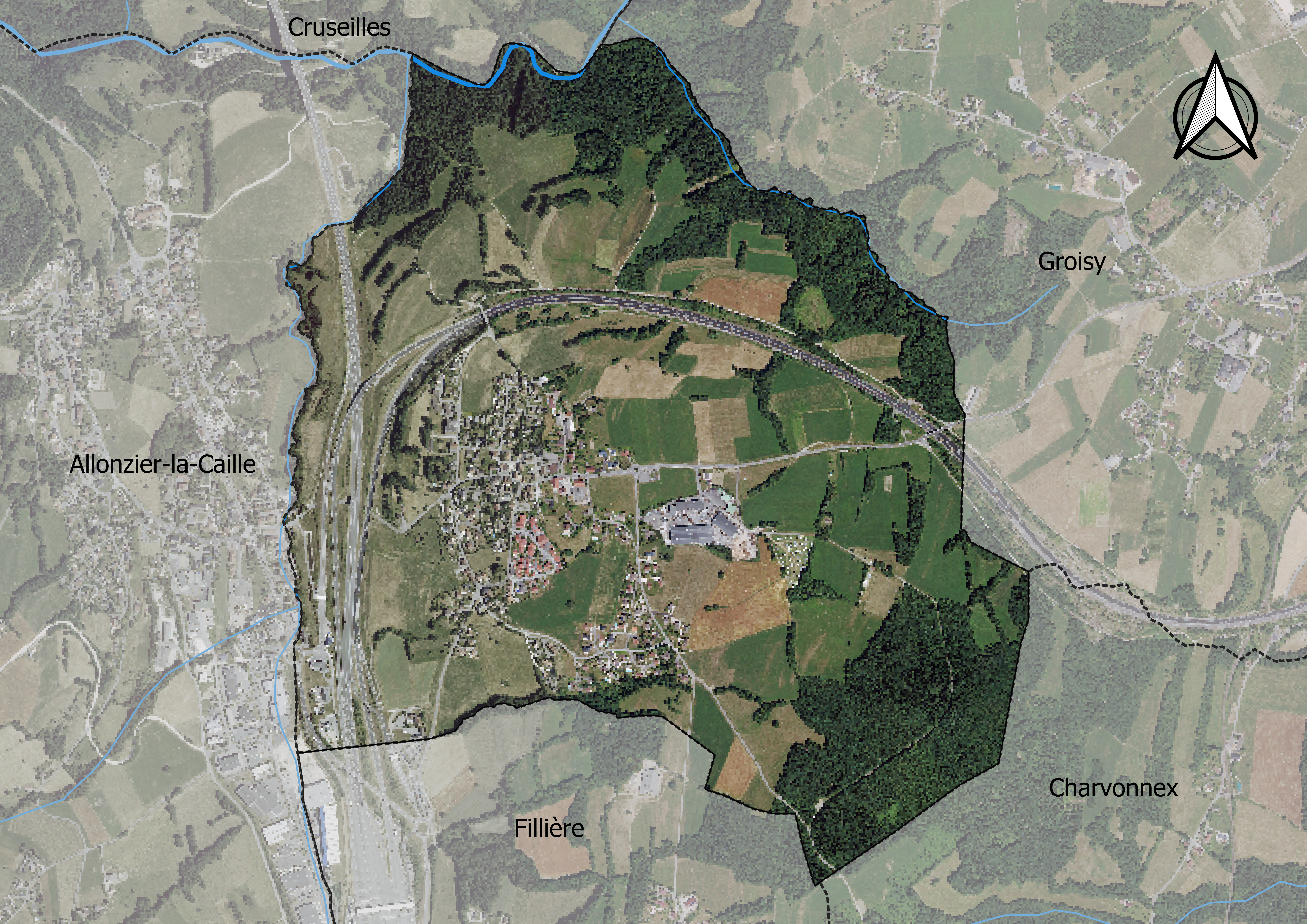
Carte orthophotogrammétrique de la commune.

## Géologie et relief
La superficie de la commune est de 297 hectares ; son altitude varie de 562  à   754 mètres.

## Toponymie
En francoprovençal, le nom de la commune s'écrit Vèlyochon, selon la graphie de Conflans.

## Histoire
L'église a été construite vers 1694.

## Politique et administration

### Découpage territorial
La commune est membre de la communauté de communes du Pays de Cruseilles.
Par arrêté préfectoral du 2 juin 2023, la commune est retirée de l'arrondissement d'Annecy et rattachée à l'arrondissement de Saint-Julien-en-Genevois.

### Liste des maires

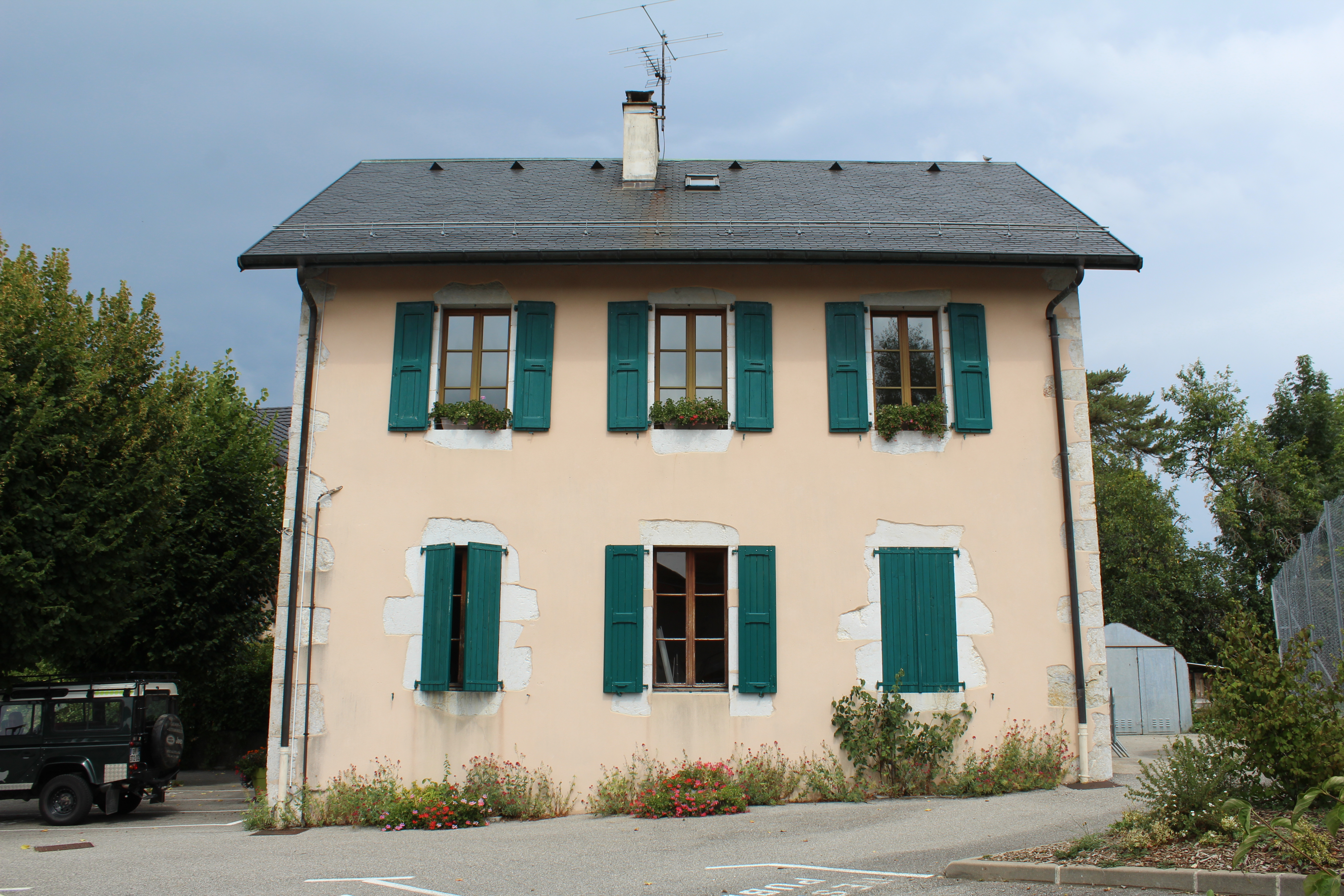
Mairie.

| Période                                  | Période                     | Identité             | Étiquette            | Qualité |
| ---------------------------------------- | --------------------------- | -------------------- | -------------------- | ------- |
| Les données manquantes sont à compléter. |                             |                      |                      |         |
| 1900                                     | 1918                        | Jean Excoffier       |                      |         |
| 1918                                     | 1919                        | Alphonse Baussand    |                      |         |
| 1919                                     | 1945                        | François Cheney      |                      |         |
| 1945                                     | 1947                        | Henri Deletraz       |                      |         |
| 1947                                     | 1953                        | Paul Nicollin        |                      |         |
| 1953                                     | 1971                        | Louis Héritier       |                      |         |
| 1971                                     | 2001                        | Jean Excoffier       |                      |         |
| mars 2001                                | mars 2008                   | Henryck Szymanski    |                      |         |
| mars 2008                                | 2020                        | Jean-François Vernon |                      |         |
| 2020                                     | En cours (au 30 avril 2014) | Charlotte Boettner   | VIA[réf. nécessaire] |         |

## Population et société

### Démographie
L'évolution du nombre d'habitants est connue à travers les recensements de la population effectués dans la commune depuis 1793. Pour les communes de moins de 10 000 habitants, une enquête de recensement portant sur toute la population est réalisée tous les cinq ans, les populations de référence des années intermédiaires étant quant à elles estimées par interpolation ou extrapolation. Pour la commune, le premier recensement exhaustif entrant dans le cadre du nouveau dispositif a été réalisé en 2004.

En 2022, la commune comptait 1 009 habitants, en évolution de +10,88 % par rapport à 2016 (Haute-Savoie : +6,01 %, France hors Mayotte : +2,11 %).
| 1793 | 1800 | 1806 | 1822 | 1838 | 1848 | 1858 | 1861 | 1866 |
| ---- | ---- | ---- | ---- | ---- | ---- | ---- | ---- | ---- |
| 162  | 151  | 195  | 212  | 260  | 281  | 237  | 272  | 284  |

| 1872 | 1876 | 1881 | 1886 | 1891 | 1896 | 1901 | 1906 | 1911 |
| ---- | ---- | ---- | ---- | ---- | ---- | ---- | ---- | ---- |
| 267  | 264  | 272  | 255  | 239  | 217  | 200  | 200  | 166  |

| 1921 | 1926 | 1931 | 1936 | 1946 | 1954 | 1962 | 1968 | 1975 |
| ---- | ---- | ---- | ---- | ---- | ---- | ---- | ---- | ---- |
| 130  | 120  | 128  | 138  | 133  | 142  | 123  | 159  | 153  |

| 1982 | 1990 | 1999 | 2004 | 2006 | 2009 | 2014 | 2019 | 2022  |
| ---- | ---- | ---- | ---- | ---- | ---- | ---- | ---- | ----- |
| 232  | 293  | 457  | 474  | 490  | 625  | 912  | 989  | 1 009 |

## Économie
Le taux de chômage était de 4,5 % en 2009.

## Culture locale et patrimoine

### Lieux et monuments
- Église Saint-Théodule (XVIIe siècle)[17].

### Héraldique
| Armes de Villy-le-Pelloux | Les armes de Villy-le-Pelloux se blasonnent ainsi : D'argent à un écureuil assis tenant une pomme de pin le tout au naturel. |